# Copa Panamericana de Voleibol Masculino Sub-23
La Copa Panamericana de Voleibol Masculino Sub-23 es un torneo internacional de voleibol masculino organizado por la NORCECA para selecciones nacionales de toda América (Norte, Sur, Centroamérica, y el Caribe) con jugadores que no superen los 23 años. Actualmente se juega cada 2 años.

## Historial
| N.º | Año  | Sede      |           |                      |                      |           |
| --- | ---- | --------- | --------- | -------------------- | -------------------- | --------- |
| I   | 2012 | Canadá    | Brasil    | Argentina            | República Dominicana | Canadá    |
| II  | 2014 | Cuba      | Cuba      | México               | República Dominicana | Guatemala |
| III | 2016 | México    | Argentina | Cuba                 | Chile                | Colombia  |
| IV  | 2018 | Guatemala | Cuba      | México               | Guatemala            | Nicaragua |
| V   | 2023 | Cuba      | Cuba      | República Dominicana | Perú                 | Chile     |
| VI  | 2024 | Surinam   | México    | Perú                 | Cuba                 | Guatemala |

* Nota: La edición celebrada en México en 2021 no es considerada oficial.

## Medallero histórico
| Lugar | Equipo               |   |   |   | Total |
| ----- | -------------------- | - | - | - | ----- |
| 1     | Cuba                 | 3 | 1 | 1 | 5     |
| 2     | México               | 1 | 2 | 0 | 3     |
| 3     | Argentina            | 1 | 1 | 0 | 2     |
| 4     | Brasil               | 1 | 0 | 0 | 1     |
| 5     | República Dominicana | 0 | 1 | 2 | 3     |
| 6     | Perú                 | 0 | 1 | 1 | 2     |
| 7     | Chile                | 0 | 0 | 1 | 1     |
| 7     | Guatemala            | 0 | 0 | 1 | 1     |
| Total | Total                | 6 | 6 | 6 | 18    |

### Medallero confederaciones
| Pos. | Confederación |   |   |   | Total |
| ---- | ------------- | - | - | - | ----- |
| 1    | NORCECA       | 4 | 4 | 3 | 11    |
| 2    | CSV           | 2 | 2 | 2 | 6     |

## MVP por edición
| Año  | Jugador                | País      |
| ---- | ---------------------- | --------- |
| 2012 | Rogerio Carvalho Filho | Brasil    |
| 2014 | Osniel Rendón          | Cuba      |
| 2016 | Germán Johansen        | Argentina |
| 2018 | Roamy Alonso           | Cuba      |